# Buthus manchego
Espèce
Buthus manchego est une espèce de scorpions de la famille des Buthidae.

## Distribution
Cette espèce est endémique de Castille-La Manche en Espagne. Elle se rencontre vers Argamasilla de Alba et El Bonillo.

## Description
Le mâle holotype mesure 80,70 mm et les femelles paratypes de 79,00 à 79,95 mm.

## Étymologie
Son nom d'espèce lui a été donné en référence au lieu de sa découverte, La Manche.

## Publication originale
- Teruel & Turiel, 2020 : « The genus Buthus Leach 1815 (Scorpiones: Buthidae) in the Iberian Peninsula. Part 1: Four redescriptions and six new species. » Revista Iberica de Arachnologia, vol. 37, p. 3-60.